# Grevillea
Genre
Classification phylogénétique
Grevillea est un genre de plantes à fleurs de la famille des Proteaceae. Il comprend environ 360 espèces de plantes vivaces, originaires d'Australie, de Nouvelle-Guinée, de Nouvelle-Calédonie et de Célèbes. La taille de ces espèces va du buisson rabougri de moins de 50 centimètres de haut à l'arbre de 35 mètres.

## Espèces
Plus de 350 espèces sont endémiques en Australie. Parmi les principales, on peut citer :
| - Grevillea acanthifolia A.Cunn. - Grevillea alpina Lindl. - Grevillea alpivaga Gand. - Grevillea annulifera F.Muell. - Grevillea aquifolium Lindl. - Grevillea arenaria R.Br. - Grevillea armigera Meisn. - Grevillea asparagoides Meisn. - Grevillea aspera R.Br. - Grevillea aspleniifolia Knight - Grevillea australis R.Br. - Grevillea baileyana McGill. - Grevillea banksii R.Br. - Grevillea barklyana F.Muell. ex Benth. - Grevillea baueri R.Br. - Grevillea bipinnatifida R.Br. - Grevillea brachystylis Meisn. - Grevillea bracteosa Meisn. - Grevillea buxifolia (Sm.) R.Br. - Grevillea caleyi R.Br. - Grevillea candelabroides C.A.Gardner - Grevillea candicans C.A.Gardner - Grevillea centristigma (McGill.) Keighery - Grevillea chrysophaea F.Muell. ex Meisn. - Grevillea confertifolia F.Muell. - Grevillea corrugata Olde & Marriott - Grevillea costata A.S.George - Grevillea crithmifolia R.Br. - Grevillea curviloba McGill. - Grevillea decora Domin - Grevillea depauperata R.Br. - Grevillea dielsiana C.A.Gardner - Grevillea dimidiata F.Muell. - Grevillea drummondii (W.Fitzg.) McGill. - Grevillea dryophylla N.A.Wakef. - Grevillea endlicheriana Meisn. - Grevillea erectiloba F.Muell. - Grevillea eriostachya Lindl. - Grevillea excelsior Diels - Grevillea fasciculata R.Br. - Grevillea fililoba (McGill.) Olde & Marriott - Grevillea flexuosa (Lindl.) Meisn. - Grevillea floribunda R.Br. - Grevillea floripendula R.V.Sm. - Grevillea georgeana McGill. - Grevillea glabrata (Meisn.) McGill. - Grevillea gordoniana C.A.Gardner - Grevillea granulosa McGill. - Grevillea hakeoides Meisn. - Grevillea heliosperma R.Br. - Grevillea hilliana F.Muell. - Grevillea hirtella (Benth.) Olde & Marriott - Grevillea hookeriana Meisn. - Grevillea huegelii Meisn. - Grevillea humifusa Olde & Marriott - Grevillea ilicifolia (R.Br.) R.Br. - Grevillea inconspicua Diels - Grevillea insignis Meisn. - Grevillea intricata Meisn. - Grevillea involucrata A.S.George - Grevillea johnsonii McGill. - Grevillea juniperina R.Br. - Grevillea kenneallyi McGill - Grevillea kirkalocka Olde & Marriott - Grevillea lanigera A.Cunn. ex R.Br. - Grevillea laurifolia Sieber ex Spreng. - Grevillea lavandulacea Schltdl. | - Grevillea leptopoda McGill. - Grevillea leucopteris Meisn. - Grevillea levis Olde & Marriott - Grevillea linearifolia (Cav.) Druce - Grevillea longifolia R.Br. - Grevillea macrostylis F.Muell. - Grevillea manglesii (Graham) Planch. - Grevillea microstegia Molyneux - Grevillea mimosoides R.Br. - Grevillea miniata W.Fitzg. - Grevillea miqueliana F.Muell. - Grevillea montis-cole R.V.Sm - Grevillea mucronulata R.Br. - Grevillea nudiflora Meisn. - Grevillea obtecta Molyneux - Grevillea obtusifolia Meisn. - Grevillea oleoides Sieber ex Schult.& Schult.f. - Grevillea olivacea A.S.George - Grevillea paniculata Meisn. - Grevillea parallela Knight - Grevillea petrophiloides Meisn. - Grevillea petridifolia Knight - Grevillea pilosa A.S.George - Grevillea pilulifera (Lindl.) Druce - Grevillea polybotrya Meisn. - Grevillea preissii Meisn. - Grevillea pteridifolia Knight - Grevillea pyramidalis A.Cunn. ex R.Br. - Grevillea quercifolia R.Br. - Grevillea ramosissima Meisn. - Grevillea repens F.Muell. ex Meisn. - Grevillea ripicola A.S.George - Grevillea rivularis L.A.S.Johnson & McGill - Grevillea robusta A.Cunn. ex R.Br. - Grevillea rosmarinifolia A.Cunn. - Grevillea saccata Benth. - Grevillea sericea (Sm.) R.Br. - Grevillea shiressii Blakely - Grevillea speciosa (Knight) McGill. - Grevillea steiglitziana Wakef. - Grevillea striata R.Br. - Grevillea synapheae R.Br. - Grevillea tenuiflora (Lindl.) Meisn - Grevillea tenuiloba C.A.Gardner - Grevillea teretifolia Meisn. - Grevillea tetragonoloba Meisn. - Grevillea tetrapleura McGill. - Grevillea thelemanniana Hügel ex Endl. - Grevillea thyrsoides Meisn. - Grevillea trachytheca F.Muell. - Grevillea treueriana F.Muell. - Grevillea trifida (R.Br.) Meisn. - Grevillea triloba Meisn. - Grevillea triternata R.Br. - Grevillea umbellulata Meisn. - Grevillea venusta R.Br. - Grevillea vestita (Endl.) Meisn. - Grevillea victoriae F.Muell. - Grevillea whiteana McGill. - Grevillea wickhamii Meisn. - Grevillea wilsonii A.Cunn. - Hybride: - Grevillea ×gaudichaudii R.Br. ex Gaudich. |

Cinq espèces sont endémiques hors d'Australie. Trois d'entre elles sont endémiques en Nouvelle-Calédonie :
- Grevillea exul
- Greviileea gillvayi
- Grevillea meisneri

Tandis que sont endémiques respectivement au Sulawesi et en Nouvelle-Guinée :
- Grevillea elbertii
- Grevillea papuana

Deux autres espèces se rencontrent en Nouvelle-Guinée et au Queensland :
- Grevillea baileyana
- Grevillea glauca

Citons aussi :
- Grevillea banksii R.Br.
- Grevillea robusta A.Cunningham ex R.Br.

## Liens externes

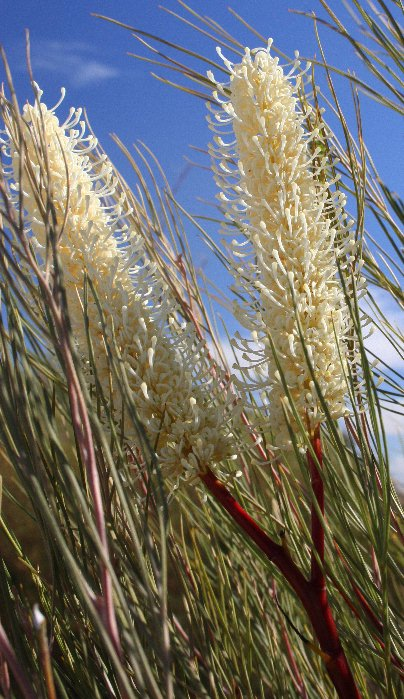
G. candelabroides, Mingenew
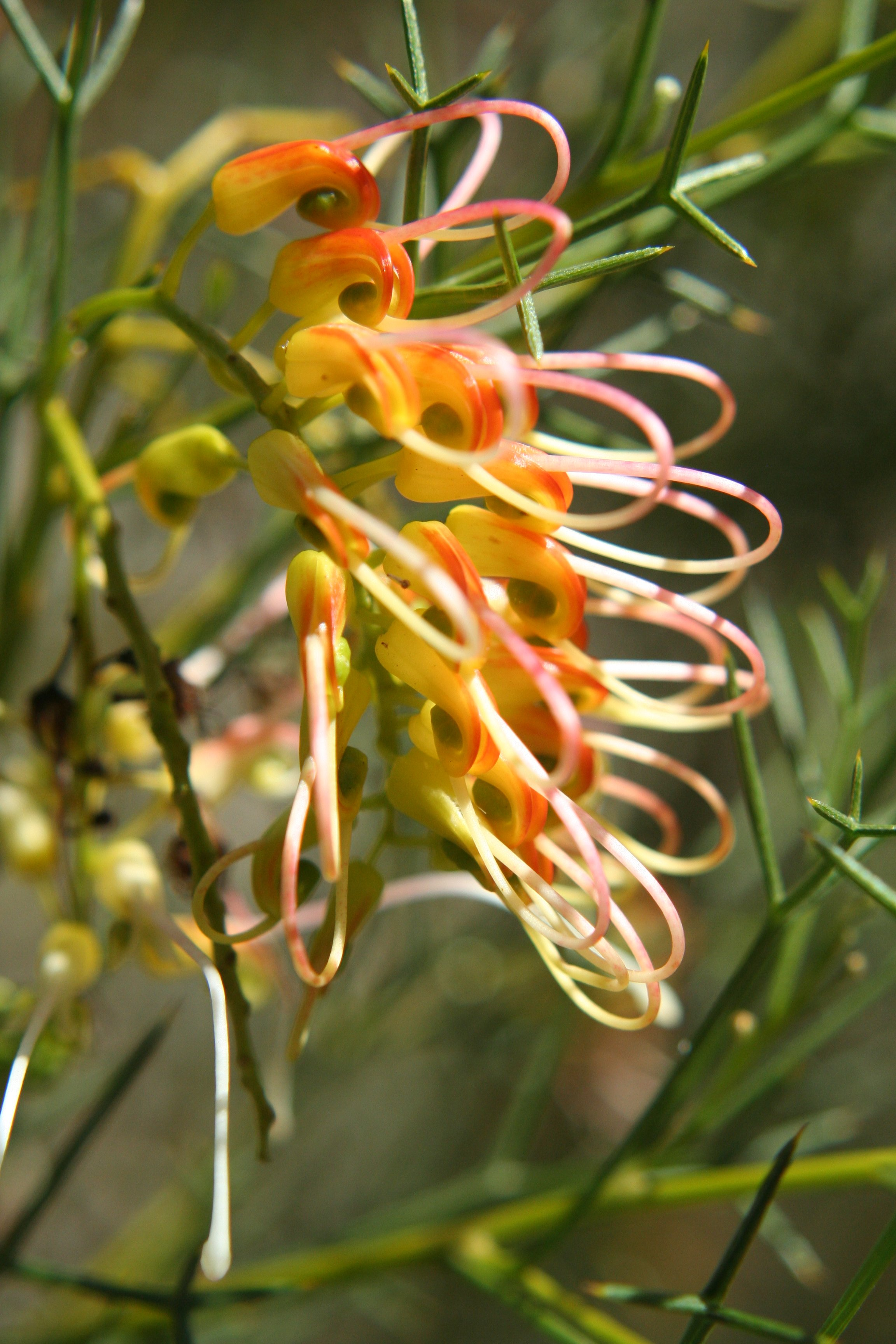
Grevillea dielsiana

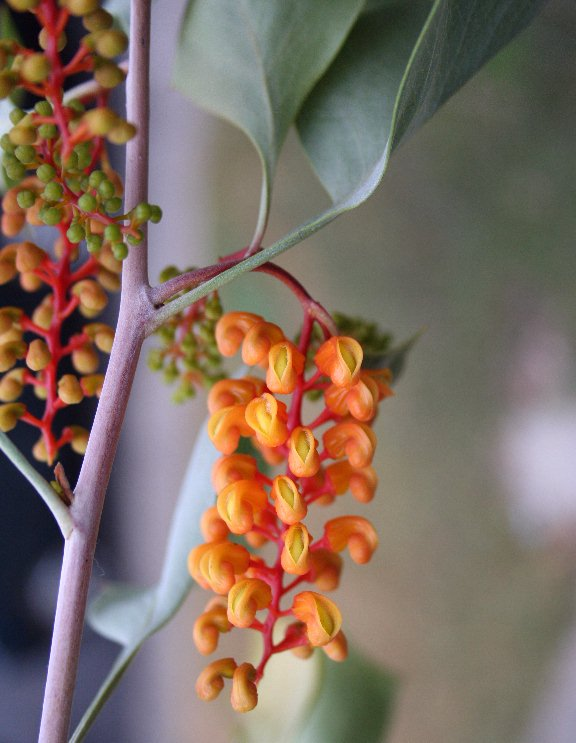
G. wickhamii aprica
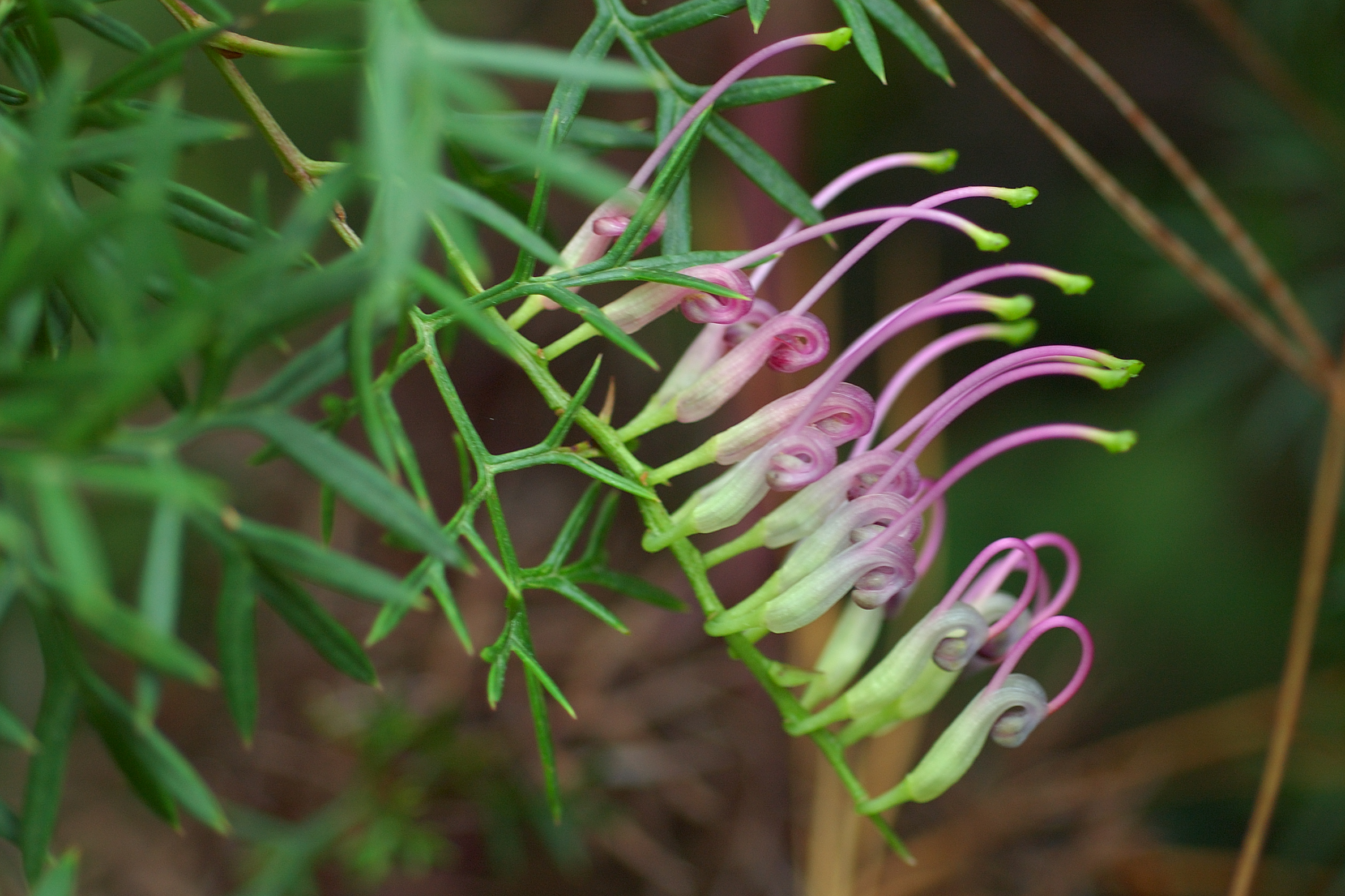
G. rivularis